# Блейк, Майкл
Майкл Леннокс Блейк (англ. Michael Blake; 5 июля 1945, Форт-Брэгг, Северная Каролина — 2 мая 2015, Тусон, Аризона) — американский писатель и сценарист. Известен сценарием к фильму «Танцующий с волками», за который получил премию Американской киноакадемии и Золотой глобус.

## Биография
Родился Блейк в Форт-Брэгг, штат Северная Каролина, и вырос в Нью-Мексико, Техасе и Южной Калифорнии. Он был женат, имел троих сыновей.
Умер Блейк после продолжительной болезни 2 мая 2015 года в городе Тусон, штат Аризона в возрасте 69 лет.